# Folhada
Folhada (en francès Feuillade) és un municipi francès situat al departament del Charente i a la regió de la Nova Aquitània. L'any 2007 tenia 303 habitants.

## Demografia

### Població
El 2007 la població de fet de Feuillade era de 303 persones. Hi havia 132 famílies de les quals 27 eren unipersonals (8 homes vivint sols i 19 dones vivint soles), 54 parelles sense fills, 43 parelles amb fills i 8 famílies monoparentals amb fills.
La població ha evolucionat segons el següent gràfic:
Habitants censats

### Habitatges
El 2007 hi havia 173 habitatges, 133 eren l'habitatge principal de la família, 19 eren segones residències i 20 estaven desocupats. Tots els 170 habitatges eren cases. Dels 133 habitatges principals, 106 estaven ocupats pels seus propietaris, 21 estaven llogats i ocupats pels llogaters i 6 estaven cedits a títol gratuït; 1 tenia una cambra, 6 en tenien dues, 20 en tenien tres, 46 en tenien quatre i 60 en tenien cinc o més. 106 habitatges disposaven pel capbaix d'una plaça de pàrquing. A 61 habitatges hi havia un automòbil i a 61 n'hi havia dos o més.

### Piràmide de població
La piràmide de població per edats i sexe el 2009 era:
| Homes | Edats   | Dones |
| ----- | ------- | ----- |
| 0     | 95 o +  | 0     |
| 0     | 90 a 94 | 0     |
| 0     | 85 a 89 | 4     |
| 0     | 80 a 84 | 0     |
| 8     | 75 a 79 | 12    |
| 0     | 70 a 74 | 12    |
| 16    | 65 a 69 | 12    |
| 12    | 60 a 64 | 8     |
| 16    | 55 a 59 | 24    |
| 16    | 50 a 54 | 20    |
| 8     | 45 a 49 | 4     |
| 0     | 40 a 44 | 8     |
| 16    | 35 a 39 | 4     |
| 4     | 30 a 34 | 12    |
| 24    | 25 a 29 | 8     |
| 8     | 20 a 24 | 4     |
| 12    | 15 a 19 | 8     |
| 8     | 10 a 14 | 8     |
| 4     | 5 a 9   | 8     |
| 0     | 0 a 4   | 4     |

## Economia
El 2007 la població en edat de treballar era de 182 persones, 138 eren actives i 44 eren inactives. De les 138 persones actives 127 estaven ocupades (71 homes i 56 dones) i 11 estaven aturades (3 homes i 8 dones). De les 44 persones inactives 20 estaven jubilades, 13 estaven estudiant i 11 estaven classificades com a «altres inactius».

### Ingressos
El 2009 a Feuillade hi havia 132 unitats fiscals que integraven 294 persones, la mediana anual d'ingressos fiscals per persona era de 16.619,5 €.

### Activitats econòmiques
Dels 15 establiments que hi havia el 2007, 2 eren d'empreses de fabricació d'altres productes industrials, 3 d'empreses de construcció, 3 d'empreses de comerç i reparació d'automòbils, 1 d'una empresa de transport, 1 d'una empresa d'hostatgeria i restauració, 1 d'una empresa financera, 1 d'una empresa immobiliària i 3 d'empreses de serveis.
Dels 6 establiments de servei als particulars que hi havia el 2009, 2 eren tallers de reparació d'automòbils i de material agrícola, 1 paleta, 1 electricista, 1 restaurant i 1 agència immobiliària.
L'any 2000 a Feuillade hi havia 28 explotacions agrícoles que ocupaven un total de 1.360 hectàrees.

## Equipaments sanitaris i escolars
El 2009 hi havia una escola elemental integrada dins d'un grup escolar amb les comunes properes formant una escola dispersa.

## Poblacions més properes
El següent diagrama mostra les poblacions més properes.